# Malayer

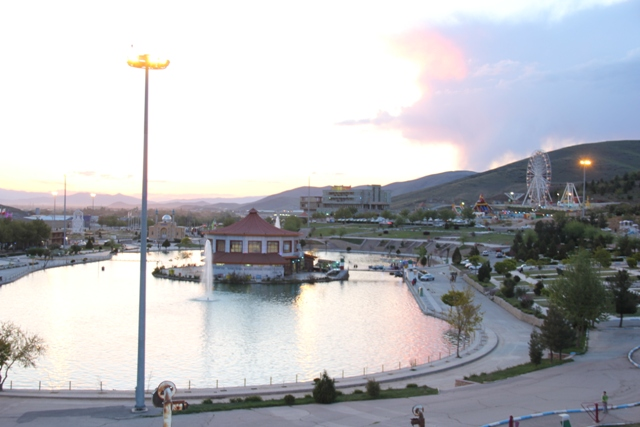
Der Park e kosar in Malayer

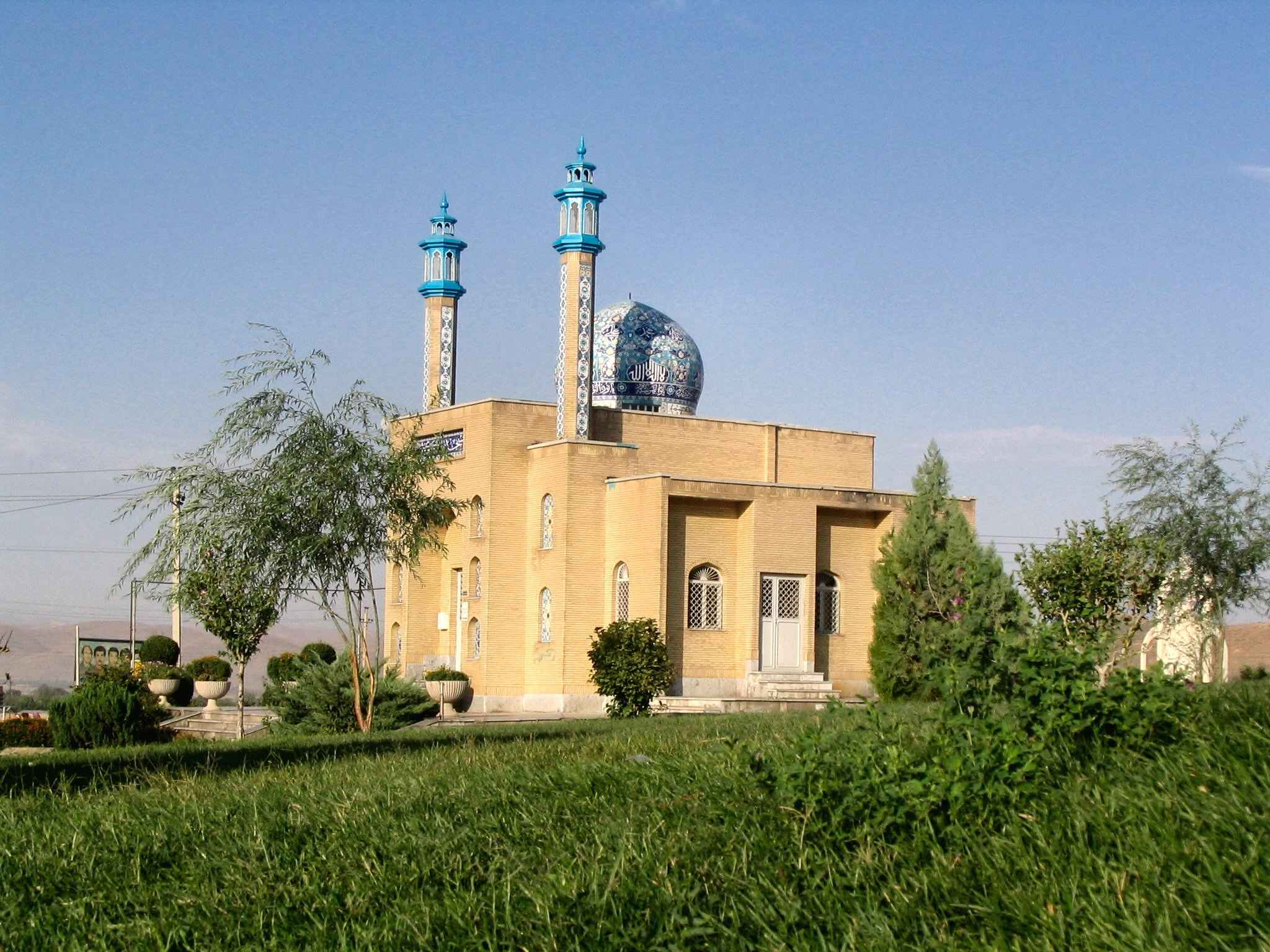
Eine Moschee in Malayer.

Malayer (persisch ملاير; ehemals Daulatabad) ist eine Stadt in der iranischen Provinz Hamadan.
Malāyer ist die zweitgrößte Stadt der Provinz Hamadan in Westiran und ist bekannt für Teppichweberei und einige öffentliche Parks. Malayer hat 2012 hochgerechnet 159.391 Einwohner. Die Stadt liegt zwischen Hamadan und Khorramabad und 380 km südwestlich von Teheran. Der aktuelle Bürgermeister ist Rahman Razi.

## Geschichte
Die heutige Stadt Malayer ist 1808 unter dem Namen Daulatabad gegründet worden, um das unruhige Gebiet am Zāgros-Gebirge besser unter die Kontrolle des Staates zu bringen. In den 1960ern war die Stadt bekannt für geschmückte Pferde und Kutschen. Jeden Tag standen um die 25 Pferdewagen in der Stadtmitte als Touristenattraktion bereit. Das populärste Ziel dieser Fahrten war der Stadtpark Park-e Malyer. Park-e Malayer ist ein Markenzeichen der Provinz Hamadan. Der Park liegt einige Kilometer außerhalb der Stadt und enthält einige kleine Seen und üppige Vegetation.
Die Provinz Hamadan liegt in einer semiariden Region. Parks wie der Park e Malayer mit seiner natürlichen Schönheit und üppigen Vegetation waren ruhige und einladende Orte in der Region. Während der heißen Sommer verbringen viele Menschen Zeit in Malayer. Die Menschen in Malayer sprechen den Malayer-Akzent, der zu den örtlichen persischen Akzente zählt. Teheranisches Persisch, immigriertes Türkisch und Kurdisch werden auch gesprochen. Park-e Malayer wurde vor zehn Jahren in Park-e Seifieh umbenannt und bezieht sich damit auf den Namen des Kadscharenprinzen Seyfodoleh, der den Park vor etwa 75 Jahren gründete. Er ist in einer Familiengruft in der Nähe des Parks beigesetzt. Er war der Führer der Azodi, der am meisten bekannten Familie in Malayer.
Malayer hat mit seinen Vororten eine Bevölkerung von mehr als 190.000 Menschen. Es ist mit Hamadan über eine Autobahn verbunden. Städte im Schahrestan (Verwaltungsbezirk) Malayer sind Aznav, Azandaryan, Jokar, Samen, Zangeneh, Hussain abade Nazem, Zangeneh und Avarzaman. Mit allen Dörfern und Weilern zusammen hatte der Landkreis im Jahr 2008 um die 285.000 Einwohner.

## Verkehr
Malayer liegt an der Bahnstrecke Arak–Kermanshah, die in Arak von der Transiranischen Eisenbahn abzweigt, seit 2011 bis Malayer eröffnet ist und sich darüber hinaus im Bau befindet (2016).

## Galerie

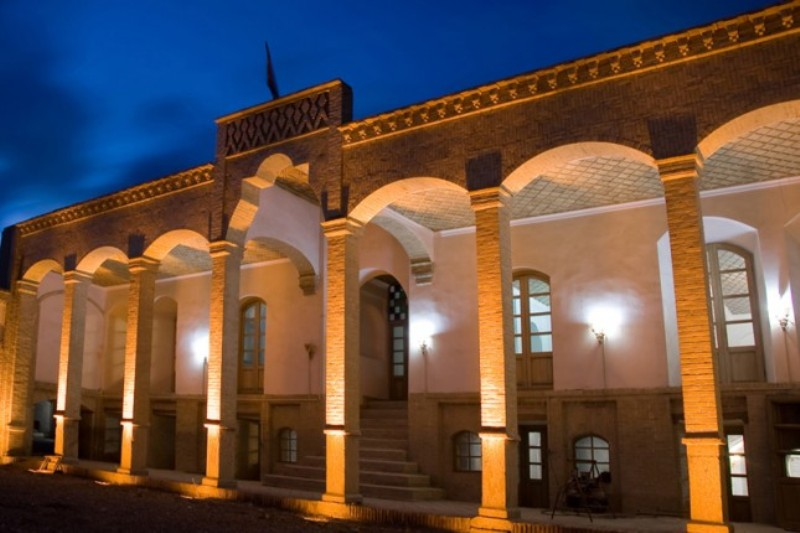
Malayer Museum
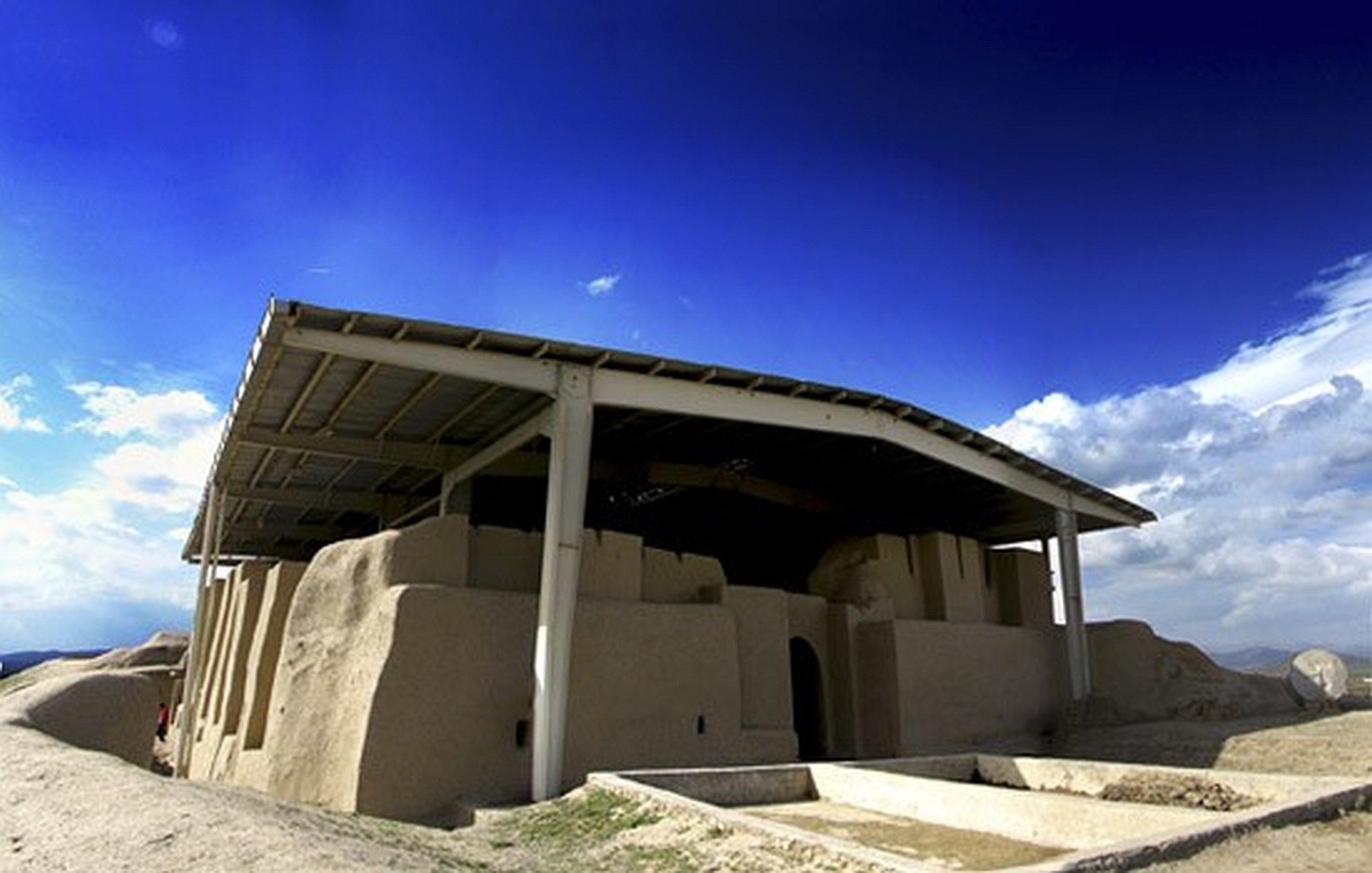
Nooshijan
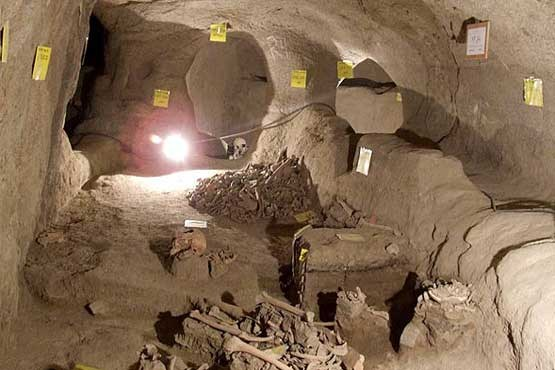
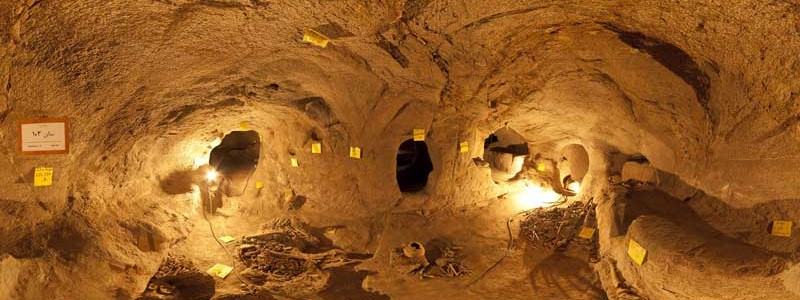
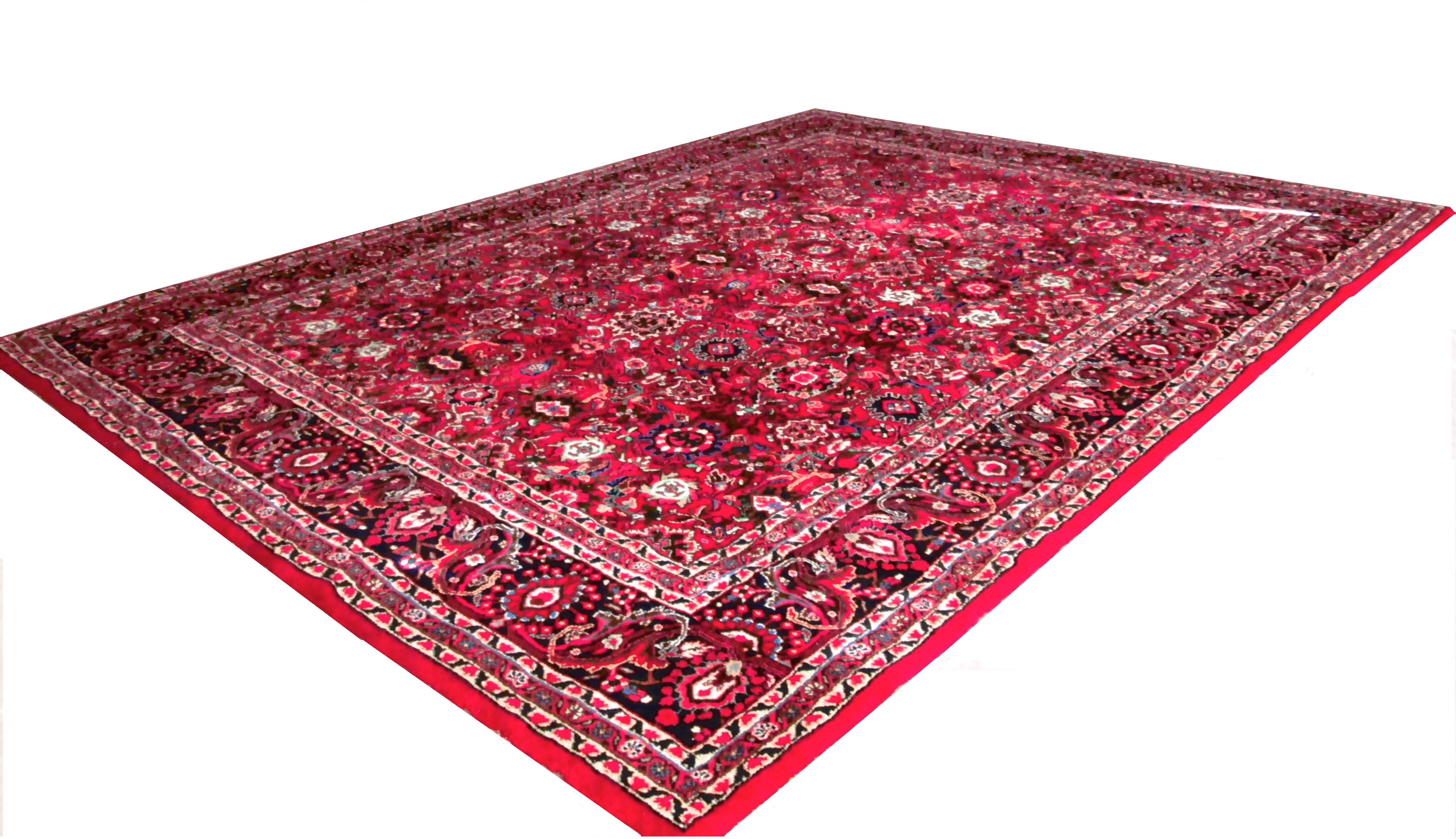
Malayer-Teppich

## Persönlichkeiten
- Davood Roostaei (1959–2023), Maler und Begründer des Kryptorealismus
- Amin Hossein Rahimi (* 1968), Politiker; Justizminister Irans
- Masoud Mostafa Jokar (* 1977), Freistilringer